# Sherif Sonbol
Sherif Sonbol (6. prosince 1956 – 24. prosince 2023) byl egyptský fotograf specializující se na architekturu, scénické umění a fotožurnalistiku.

## Raný život
Sherif Sonbol se narodil v Gíze v Káhiře v Egyptě 6. prosince 1956.
Studoval pojišťovnictví na Káhirské univerzitě a navštěvoval Chartered Insurance Institute v Londýně. Pracoval pro Egyptian Reinsurance Company jako námořní upisovatel. Kolem roku 1988 se Sonbol rozhodl věnovat jedné ze svých vášní – fotografování – a zkusil štěstí v Al-Ahram, kde brzy začal pracovat jako nezávislý pracovník.

## Kariéra
Trvalo jen pár měsíců, než se stal fotografem na plný úvazek v Al-Ahram pod záštitou Antouna Alberta.
Ačkoli dosáhl profesionálních cílů a popularity v Al-Ahram, v určitém okamžiku viděl, že je třeba opustit noviny, aby ho americká ambasáda naverbovala jako oficiálního fotografa. Tato pozice se nakonec neuskutečnila, ale přesto ho americká ambasáda začlenila do svého počítačového oddělení jako grafika a počítačového školitele pro nováčky,
Sonbolovi se podařilo spojit tyto role s jeho prací v Nové Káhirské opeře, kde fotografoval od jejího otevření v roce 1988. Nakonec Sonbol rezignoval na své místo na americkém velvyslanectví a vrátil se do Al-Ahramu; tentokrát do týdeníku Al-Ahram Weekly.
Sonbol šest let působil jako hlavní fotograf Kalam-El-Nass. V jeho posledním roce tam spatřil světlo projekt časopisu Maraya-El-Nass. Jednalo se o časopis o interiérovém designu, který patří do stejné skupiny jako Kalam-El-Nass. Hlavní uměleckou odpovědností projektu měl být spisovatel Moguib Rushdi a Sonbol, takže byl plně převeden do nového časopisu. I zde se mu podařilo „otřást základy egyptské interiérové fotografie použitím přirozeného světla“. 
Později v životě se Sonbolovi podařilo spojit své povinnosti hlavního fotografa v Al-Ahram Weekly  a v Káhirské opeře s dalšími projekty.
Jako nezávislý pracovník příležitostně přispíval do dalších publikací — včetně Kalam-El-Nass. Podílel se také na fotografických kampaních a dalších zakázkách. Spolupracoval také s významnými kulturními centry jako je Bibliotheca Alexandrina. Jeho práce byla vystavena v různých expozicích    po celém světě a byla předmětem doktorské práce. 
Sonbol vedl semináře na AFCA (Académie Francophone Cairote des Arts) a od roku 2008 učil fotografii na Ahram Canadian University. 
Prostřednictvím jednoho ze svých pozdějších projektů na volné noze se Sonbol pokusil sblížit západní a arabské kultury, aby podpořil lepší porozumění a komunikaci. 

## Smrt
Sherif Sonbol zemřel 24. prosince 2023 ve věku 67 let.

## Technika a styl
- Jednou z Sonbolových ochranných známek bylo jeho použití přirozeného dostupného světla; technika, kterou vyvinul pod povzbuzením Antouna Alberta. [19]
- Pro jeho snímky je také charakteristický ostrý smysl pro načasování. To je zvláště patrné v jeho baletních záběrech a The New York Times to označil za obzvláště agilní oko a dodal, že I když se Sonbol soustředí na klid, je příkladem rčení Marthy Grahamové, že pauza není póza, ale akt úspěchu. [11] Sonbol rozvíjel své oko pro tanec pod dohledem Erminie Gambarelli Kamel, bývalé primabaleríny a současné umělecké ředitelky baletu Káhirské opery. [11] [19]

## Přijetí kritiky
Nic není krásnějšího než vyjádřit umění uměním...
 Nagíb Mahfúz, nositel Nobelovy ceny
Vzácný je fotograf, který se dívá na známou uměleckou formu a ukazuje ji v novém světle. Ale úžasné a objevné taneční fotografie Sherifa Sonbola [ukazují] obzvláště hbité oko... schopné fotografovat z přehlídkového mola nad jevištěm nebo ze zákulisí , často abstrahují tvary do dynamických a výbušných záblesků barev." - Anna Kisselgoff, New York Times 

Umělec dosáhl vrcholu své profese, když jeho dílo lze rozpoznat, aniž by bylo podepsáno... 
 Mounir Kenaan, přední egyptský malíř  

## Knihy
Podle zdroje:
- Opera 1988-1993, (Káhirská opera 1993)
- Aida, (Opera v Káhiře 1999)[24]
- Pharaohs of the Sun: Akhenaten : Nefertiti : Tutankhamen, (Bullfinch & Boston Museum for Fine Arts 1999, ISBN 0-8212-2620-7 & ISBN 978-0-8212-2620-9) Přispěvatel.
- Swan Lake for Children, (Káhirská opera, 2000)
- Mulid! Carnivals of Faith, (AUC, 2001, ISBN 977-424-519-9 & ISBN 978-977-424-519-0)
- Mamluk Art: The Splendor and Magic of the Sultans (Museum with No Frontiers & Transatlantic, 2001, ISBN 1-874044-37-6 & ISBN 977-270-667-9)
- The Pharaohs, (Bompiani Arte & Thames and Hudson, 2002, ISBN 88-7423-023-0) Hlavní přispěvatel.
- Der Turmbau Zu Babel – Ursprung und Vielfalt von Sprache und Schrift (Kunsthistorisches Museum Wien & Skira, 2003, ISBN 3-85497-055-2 & ISBN 88-8491-534-1) Přispěvatel.
- 40 Pyramids of Egypt and their neighbors, (Cyperus, 2005, ISBN 977-5052-17-3)
- 40 Pyramids of Egypt and their neighbors, arabská verze (Al Hayaa Al Masriya Al-Aama Lel Ketab, 2005, ISBN 977-419-690-2)
- Egyptian Palaces and Villas, (Abrams Inc & AUC, 2006, ISBN 0-8109-5538-5 & ISBN 978-0-8109-5538-7)
- The Churches of Egypt: From the Journey of the Holy Family to the Present Day, (AUC, 2007, ISBN 977-416-106-8 & ISBN 978-977-416-106-3). Druhé vydání, AUC, 2012
- Arts of the City Victorious (Yale University, 2008, ISBN 978-0-300-13542-8 & ISBN 0-300-13542-4) Hlavní přispěvatel.
- Christianity and Monasticism in Wadi al-Natrun: Essays from the 2002 International Symposium of the Saint Mark Foundation and the Saint Shenouda the Archimandrite Coptic Society, Edited by Maged S.A. Mikhail & Mark Moussa, (AUC, 2009, ISBN 978-977-416-260-2) Titulní fotografie.
- Opera 1988–2008 (Káhirská opera, 2009) [9]
- Al-Tahra Palace, A Gem in a Majestic Garden (CULTNAT / Bibliotheca Alexandrina, 2009, ISBN 978-977-452-144-7)
- The Nile Cruise, an Illustrated Journey (AUC, 2010, ISBN 977-416-302-8 & ISBN 978-977-416-302-9)
- Wonders of the Horus Temple: The Sound and Light of Edfu (AUC, 2011, ISBN 977-638-900-7 & ISBN 978-977-638-900-7). Úvod: Zahi Hawass
- The History and Religious Heritage of Old Cairo: Its Fortress, Churches, Synagogue, and Mosque  (AUC, 2013, ISBN 977-416-459-8 & ISBN 978-977-416-459-0)